# Oxygène (Part IV)
Oxygène (Part IV) (titolo inglese Oxygene (Part IV)) è un singolo di Jean-Michel Jarre del 1977 estratto dall'album omonimo, uscito l'anno precedente. Singolo di maggior successo dell'artista francese, Oxygène (Part IV) entrò nella top 10 di vari paesi.

## Composizione
Si pensa che Oxygène (Part IV) sia ispirato a un jingle pubblicitario composto dallo stesso Jarre nel 1974 per la A4 Autoroute.
Oxygène (Part IV) e le altre tracce dell'album omonimo vennero eseguite nello studio casalingo dell'appartamento di Jarre, a Parigi. Tra i vari strumenti utilizzati per realizzare la traccia vi è un sintetizzatore RMI. Il brano inizia con un rumore che richiama il vento, generato con un EMS VCS3, il primo sintetizzatore posseduto da Jarre. A questo rumore, Jarre sovrappose più sequenze contemporaneamente: per ottenere tale effetto, si servì di nastro adesivo per premere diversi tasti del suo Korg Mini-Pops 7. Utilizzando le sue parole, applicò dei filtri ai suoni percussivi «con discrezione, per dare vita ai pattern». I suoni degli archi che caratterizzano il brano vennero riprodotti utilizzando il VCS3 e un Eminent 310 Unique attraverso un pedale per chitarre Electro Harmonix Small Stone. Tuttavia, lo strumento musicale preponderante in Oxygène (Part IV) è l'ARP 2600, che venne programmato dall'ingegnere del suono francese Michel Geiss. Per ottenere alcuni effetti in delay, Jarre si servì di registratore a nastro Revox.

## Accoglienza
Oxygène (Part IV) raggiunse la Top 10 in varie casistiche di tutta Europa. Ebbe particolarmente successo in Vallonia, dove raggiunse il primo posto, e nel Regno Unito, dove si piazzò quarta. Riuscì anche a raggiungere la posizione numero 6 della casistica neozelandese.
In una classifica del 2021 stilata da Computer Music, Oxygène (Part IV) è considerato la quinta traccia per sintetizzatore migliore di sempre. The Guardian lo ritiene essere la traccia migliore della sua carriera e afferma che «il suo famoso motivetto viaggia su un ritmo bossa nova per esplorare le galassie.» La rivista Treble la considera una delle migliori tracce synth pop di sempre. Secondo Mojo, «in Oxygène (Part IV) si ravvede la sensibilità pop del compositore. Si tratta di un'improbabile Top 5 britannica che rimane ancora oggi un'elegante pietra d'angolo della musica elettronica.»